# Eliyahu (Album)
Eliyahu ist ein Jazzalbum von Avram Fefer, Eric Revis und Chad Taylor. Die am 9. Januar 2010 in den Hed Studios, New York City, entstandenen Aufnahmen erschienen am 4. April 2011 auf Not Two Records.

## Hintergrund
Der Saxophonist Avram Fefer hat seit Ende der 1990er-Jahre eine Reihe von Duo-, Trio- und Quartett-Alben unter eigenem Namen mit wechselnden Partnern vorgelegt, beginnend mit Calling All Spirits, mit Eric Revis und Igal Foni. Mit Bobby Few und Wilber Morris entstand 2000 Few and Far Between, 2003 mit Tomas Ulrich, Ken Filiano und Jay Rosen Shades of the Muse. Nach Duo-Kollaborationen mit Bobby Few und Michael Bisio Mitte der 2000er-Jahre nahm Fefer mit Eric Revis und Chad Taylor (den er bereits seit den 1990er-Jahren kannte) 2008 das Trioalbum Ritual für Clean Feed Records auf. Mit Eliyahu setzten die drei Musiker die gemeinsame Arbeit fort, um Ende 2018 erneut zusammenzukommen, als sie, mit Marc Ribot zum Quartett ergänzt, das Album Testament einspielten, gefolgt von Juba Lee (2022).

## Titelliste
- Avram Fefer – Eric Revis – Chad Taylor: Eliyahu (Not Two MW854-2)[3]

1. Song for Dyani (Chad Taylor) 6:24
2. Wishful Thinking 7:39
3. Appropriated Lands 7:51
4. Eliyahu 5:26
5. Trued Right (Chad Taylor) 6:08
6. A Taste for Love 6:51
7. Essaouira 8:19
8. City Life 4:11
9. Eliyahu (tk.2) 5:06

Wenn nicht anders vermerkt, stammen die Kompositionen von Avram Fefer.

## Rezeption

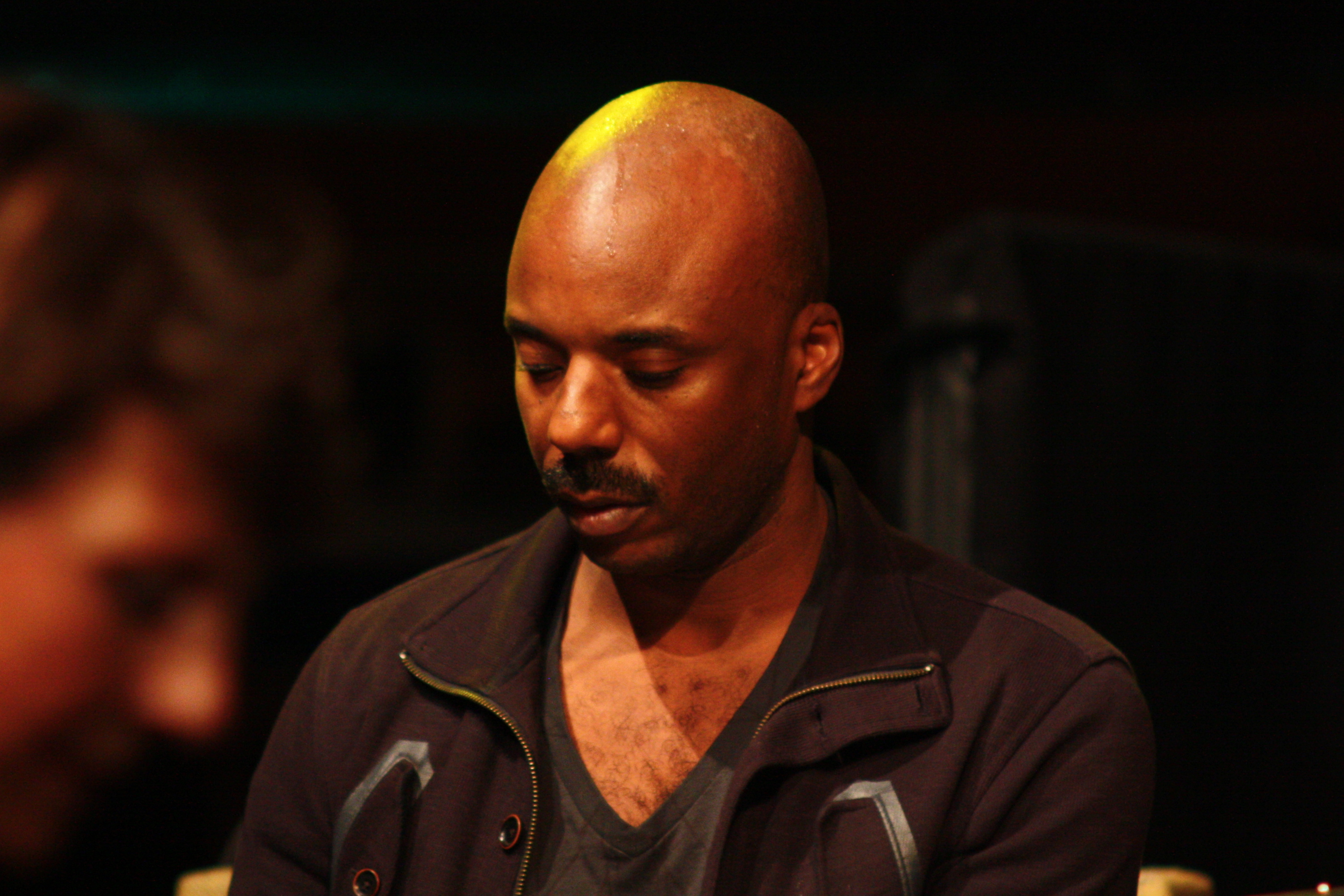
Chad Taylor mit Pharoah and the Underground auf dem Deutschen Jazzfestival 2013

Nach Ansicht der italienischen Redaktion von All About Jazz, die das Album mit vier Sternen auszeichnete, spielt das Trio beeindruckend; jeder Musiker habe im eigenen Namen oder als Mitarbeiter an wichtigen Aufnahmen der amerikanischen Kreativszene mitgewirkt, würde aber hier jeden Ehrgeiz und jede exhibitionistische Versuchung [der Selbstdarstellung] beiseite legen, um einer Aufnahme voll seltener Musikalität und Leidenschaft Leben einzuhauchen. Von einem inneren elastischen Groove durchzogene Kompositionen würden den Zuhörer sofort fesseln und ihm keinen Ausweg lassen; ergreifende Melodien würden transformiert, erweitert, mit Natürlichkeit und Einfachheit neu komponiert. Der Sound sei warm und einhüllend, die Freiheit des Jazz verschmelze mit den Rhythmen Afrikas, die Spiritualität des Souls mit der Einfachheit des Blues, die Melancholie der Balladen mit dem Aufbrausen der freien Form. Die Magie dieses Trios liege darin, die Tradition mit dem natürlichen Forscherdrang der Musiker in Einklang zu bringen, den richtigen Verbindungspunkt zwischen den verschiedenen Einflüssen gefunden zu haben, die den Hauptgang der afroamerikanischen Musik gespeist haben.
Schroffe, kraftvolle, unermüdliche Improvisation sei die kollektive Daseinsberechtigung dieser Session, die die polyphonen Texturen, die aus der Kreuzung von nur drei akustischen Instrumenten entstehen, überzeugend betonen, schrieb Ken Waxman in JazzWord. Revis’ Mainstream-Kompetenz für voluminöse, ungekünstelte Basslinien werde bei Eliyahu benötigt, da Chad Taylors einfallsreiche Beat-Färbung ebenso zur Schau gestellt werde wie sein Gespür für den Takt. Währenddessen sei der Saxophonist ununterbrochen unterwegs und spule aus seinen beiden Instrumenten langgezogene Linien, vollgestopft mit Glossolalie und erweiterten Techniken, Zungenstopps und -flattern.